# Докія (комуна)
Докія (рум. Dochia) — комуна у повіті Нямц в Румунії. До складу комуни входять такі села (дані про населення за 2002 рік):
- Белушешть (156 осіб)
- Докія (2271 особа)

Комуна розташована на відстані 277 км на північ від Бухареста, 14 км на схід від П'ятра-Нямца, 82 км на захід від Ясс.

## Населення
У 2009 року у комуні проживали 2712 осіб.